# أودو شتاينباخ
أودو شتاينباخ (بالألمانية: Udo Steinbach)‏ (30) مايو 1943 في زيتاو) باحث إسلامي ألماني. كان مديراً لمعهد الشرق الألماني من عام 1976 إلى 2007 .

## حياته
تلقى شتاينباخ تعليمه الابتدائي في ضواحي مدينة باوتسن٬ ثم هاجر مع عائلته عُقب الحرب العالمية الثانية إلى المانيا الغربية٬ حيث أكمل تعليمه الثانوي في دوسلدورف٬ ثم تطوع في الجيش الألماني وتدرج في الرتب حتى حصل على رتبة عقيد. 
تم تعيينه لاحقاً ملحقاً عسكرياً لسفارة بلاده في ألماتي (كازاخستان). 
عاد فيما بعد ليدرس العلوم الإسلامية بين عامي 1965 و 1970 في فرايبورغ وبازل٬ حيث حصل على شهادة الدكتوراه.
شغل منصب رئيس قسم الشرق الأوسط في مؤسسة العلوم والسياسة (SWP) في شافتلارن من عام 1971 إلى عام 1975، وهو معهد أبحاث تابع للحكومة الفيدرالية (موجود الآن في برلين). في عام 1975، ترأس شتاينباخ فريق التحرير التركي لصحيفة دويتشه فيله. من عام 1976 إلى فبراير 2007 كان مدير معهد المشرق الألماني . حصل على الدكتوراه الفخرية من جامعة هامبورغ عام1991. 
شغل شتاينباخ أيضاً منصب مدير معهد GIGA لدراسات الشرق الأوسط (IMES).  
من عام 2008 إلى عام 2010، قام بالتدريس في مركز دراسات الشرق الأدنى والأوسط بجامعة ماربورغ. وهو مؤسس مشارك لمجموعة العمل الألمانية للشرق الأوسط للبحوث والتوثيق المعاصر (DAVO) وكان رئيسها لسنوات عديدة. 
يعمل أيضًا كمستشار للعديد من المؤسسات العامة والخاصة.
وهو أيضًا عضو في مجلس أمناء أكاديمية Fridtjof Nansen للتعليم السياسي في مركز التعليم الإضافي إنجلهايم. 

## مواقف
بالإضافة إلى عمله كعالم، يكرس نفسه قبل كل شيء إلى «حوار الثقافات» والطوائف. يصف شتاينباخ نفسه بأنه غير طائفي، لكنه يرى «في المواجهة مع الأتقياء - المسلمين والمسيحيين وغيرهم - إثراء وفرصة للخروج من مأزق الحياة الكاملة بدون الله».
وفقًا لشتاينباخ، فإن مفهوم الإسلام في العالم الغربي مشوه من خلال عرض غير متوازن: 
الصور التي تظهر القتال وصراعات المسلمين هي محط تركيز الإعلام الغربي٬ إنها تخلق لدينا شعور الكراهية وتهديد الإسلام المستمر لثقافتنا. في المقابل، المسلمون المسالمون ليسوا موضوعًا في وسائل الإعلام. رغم انهم يشكلون الغالبية العظمى في العالم بين شمال إفريقيا وإندونيسيا. 

## انتقادات
واجه شتاينباخ العديد من الانتقادات في محيطه الألماني وحتى الأوروبي، وذلك بعد نفيه العديد من المسلمات بخصوص اضطهاد اليهود في الحرب العالمية الثانية. 
أدى ذلك إلى استقالته من معهد الشرق الألماني.

## روابط خارجية
- أودو شتاينباخ على موقع IMDb (الإنجليزية)
- أودو شتاينباخ على موقع مونزينجر (الألمانية)

- نصوص عن أودو شتاينباخ في فهرس مكتبة ألمانيا الوطنية
- الموقع الرسمي لأودو شتاينباخ
- «المسلمون منذ فترة طويلة جزء من مجتمعنا» . ديلي ميرور، 27. سبتمبر 2006، مقابلة
- معهد جيجا لدراسات الشرق الأوسط